# Napiránytű
Napiránytű minden olyan eszköz, ami a Nap irányának ismeretében megállapítja a földrajzi északi irányt, ami után tetszőleges haladási irány meghatározható.
A napiránytű fogalomnak legalább négy jelentése ismert:
1. A madarak a navigációjukban felhasználják a Nap aktuális állását a haladási irányuk meghatározásában, melynek egyéb elemei: a belső óra, a Föld mágneses terének érzékelése, a látható csillagok mintázatának ismerete, az éjszakai égbolt fényének polarizálódása.
2. A vikingek által használt napkő is „napiránytűnek” tekinthető, mert a Nap által kibocsátott fény polarizáltsága miatt ködös, felhős időben is mutatja a Nap helyzetét, ennek segítségével meghatározható az északi irány. Navigációs szempontból hasonló eszköz az olyan napóra, amit előzőleg az adott földrajzi szélességnek megfelelően kalibráltak.

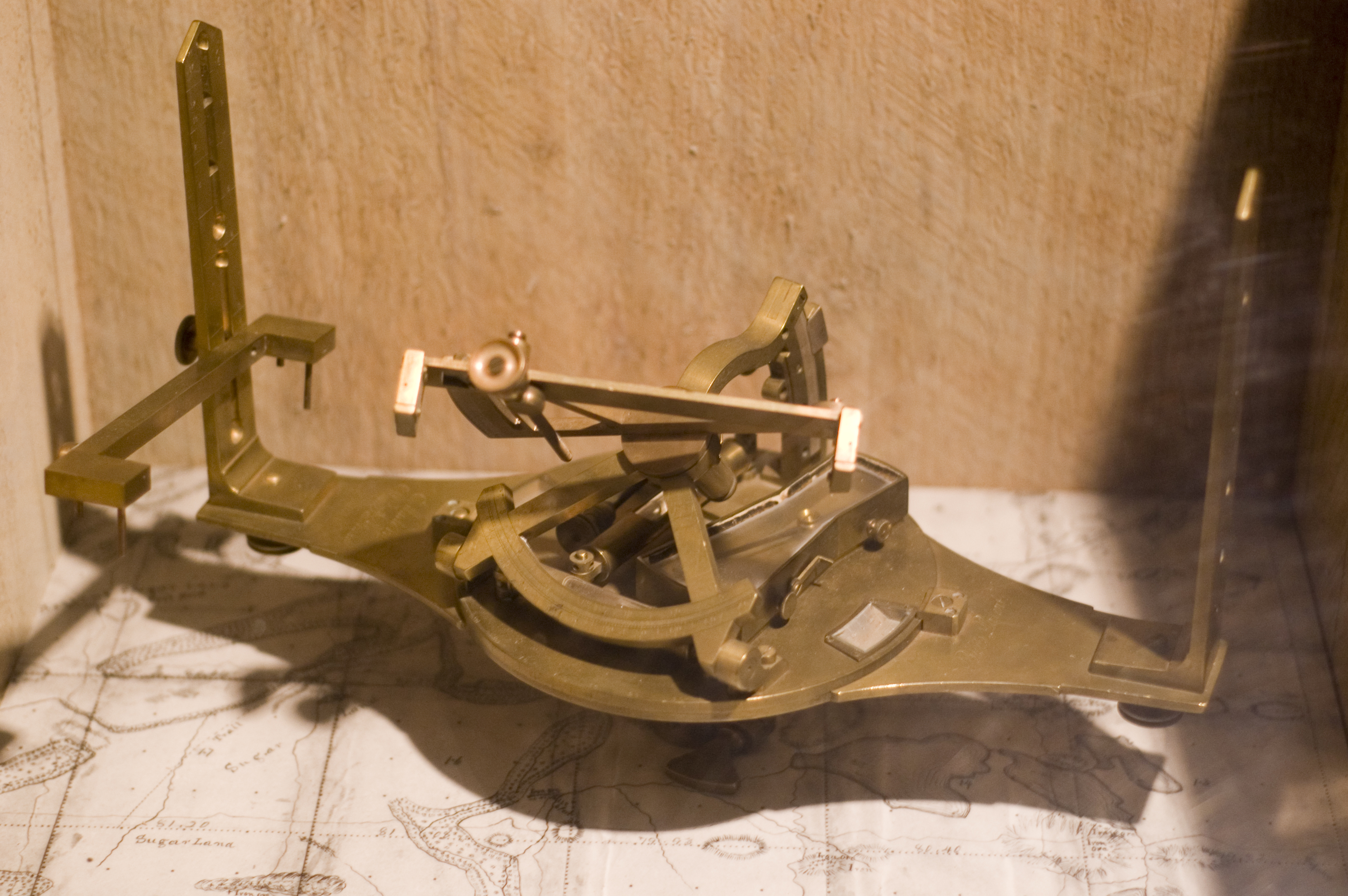
William Burt napiránytűje

3. A napiránytű egy csillagászati, műszaki eszköz, ami a napórához hasonló elven működik, de nem azonos vele. A napóra esetén az árnyékot vető pálcát a Föld forgástengelyével párhuzamos irányba állítják be, így a pálca árnyéka a helyi időt mutatja. A napiránytű esetén szükség van a földrajzi hely és a helyi idő ismeretére, amit az órán be kell állítani. A műszer a Nap felé irányítva megadja a földrajzi északi irányt. A készülék mechanikusan elkészítve a működésének megfelelően bonyolult felépítésű. Használata rendkívüli fontossággal bír a pólusok feletti repüléseknél, illetve az olyan helyeken, ahol a mágneses tér gyenge, vagy a mágneses északi vagy déli pólus iránya bizonytalan.
Elsőként William Austin Burt készített ilyen eszközt 1836-ban. A készüléket bejegyezte az Egyesült Államok Találmányi Hivatalában a 9428X azonosító alatt. A készüléket széles körben használták földmérésre a 19. században minden olyan helyen, ahol a mágneses iránytű nem működött megbízhatóan. Kifejlesztésének is ez volt a közvetlen oka. Burt, aki földmérőként dolgozott, az amerikai Wisconsin államban 1833-ban megfigyelte, hogy a hegyek vastartalma miatt az iránytű megbízhatatlanul működik. Burt műszere három körívből állt: az egyiken a földrajzi szélességet kellett beállítani, a másodikon a Nap deklinációját, a harmadikon a helyi időt.
A készüléken két korong volt, egy alsó és egy felső. Az alsó korong mentén lehetett kinézni. Ez a korong a felsővel közös tengelyen mozgott. A felső korong mozdulatlan maradt. Az alsó korongot bármely pozícióba be lehetett állítani.
4. Analóg kar- vagy zsebóra

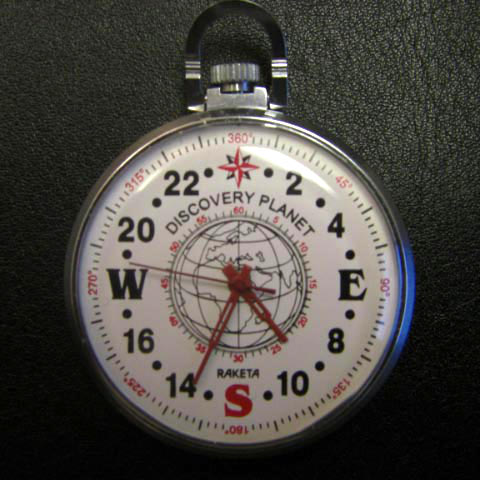
Speciális, 24-órás analóg óra égtájas számlappal

Az északi és déli irány meghatározásának módja a Nap és egy analóg óra segítségével a helyi idő és a nyári időszámítás esetén 10 óra 10 perc példáján

Egy analóg óra segítségével is meghatározható az északi irány. A nap 24 óra alatt teszi meg látszólagos pályáját, míg az óra kismutatója 12 óra alatt jár egyszer körbe. Ha az északi féltekén az órát úgy tartjuk, hogy a kismutató a napra mutasson, a kismutató és a 12 óra jelölése által bezárt szög felezője pontosan délre mutat. A nyári időszámítás érvényessége esetén 12 óra helyett az 1 órát kell alkalmazni.
Az órát természetesen a helyi idő szerint pontosan be kell állítani. Viszonylag kis hibát okoz, ha a helyi idő helyett a zónaidő szerint jár az óra. A módszer az egyenlítő közelében kevéssé pontos eredményt ad. A fényképen egy különleges 24 órás beosztású óra látható, ami az északi féltekén használható. Amennyiben ez az eszköz a helyi időt mutatja, a kismutatót a nap irányába fordítva a számlapon nyomtatott észak jel a tényleges északi irányt mutatja.

## Fordítás
- Ez a szócikk részben vagy egészben  a   Solar compass című angol Wikipédia-szócikk ezen változatának fordításán alapul.  Az eredeti cikk szerkesztőit annak laptörténete sorolja fel. Ez a jelzés csupán a megfogalmazás eredetét és a szerzői jogokat jelzi, nem szolgál a cikkben szereplő információk forrásmegjelöléseként.